# Agrostis lateriflora
Agrostis lateriflora é uma espécie de gramínea do gênero Agrostis, pertencente à família Poaceae.